# Segonzac (Corrèze)
Segonzac – miejscowość i gmina we Francji, w regionie Nowa Akwitania, w departamencie Corrèze.
Według danych na rok 1990 gminę zamieszkiwały 253 osoby, a gęstość zaludnienia wynosiła 13 osób/km² (wśród 747 gmin Limousin Segonzac plasuje się na 388. miejscu pod względem liczby ludności, natomiast pod względem powierzchni na miejscu 354.).